# Duché de Suárez

Grandes armes du premier duc de Suárez.

Le duché de Suárez est un titre nobiliaire espagnol avec grandesse d'Espagne créé le 25 février 1981 par le roi Juan Carlos Ier et attribué à Adolfo Suárez González, président du gouvernement d'Espagne entre 1976 et 1981, en reconnaissance à son travail pendant la transition à la démocratie.
Son actuelle titulaire est Alejandra Romero Suárez, petite-fille du premier duc de Suárez.

## Titulaires
| Création par Juan Carlos Ier | Création par Juan Carlos Ier | Création par Juan Carlos Ier |
| Titulaire                    | Titulaire                    | Période                      |
| ---------------------------- | ---------------------------- | ---------------------------- |
| I                            | Adolfo Suárez González       | 1981-2014                    |
| II                           | Alejandra Romero Suárez      | 2014-                        |